# Quando i desideri diventano realtà
Quando i desideri diventano realtà (in russo: Исполнение желаний, traslitterato: Ispolnenie zhelaniy) è un film d'animazione del 1957 diretto da Valentina e Zinaida Brumberg.
Pellicola sovietica realizzata dallo studio Sojuzmul'tfil'm di Mosca.
Il soggetto è basato sulla fiaba di Édouard René de Laboulaye Zerbin le Farouche, a sua volta tratta da una fiaba popolare napoletana; e come altri film d'animazione sovietici, mette in scena un'aspra satira della monarchia.

## Trama
Il boscaiolo Antonio (Zerbino nell'originale) che vive nel regno di Salerno, è spesso canzonato dalle fanciulle del luogo, di lui infatuate, per via del suo carattere burbero e poco socievole. Un giorno, nel bosco, gli capita di salvare una piccola fata da un serpente che voleva mangiarsela. La fatina per ringraziarlo lo ricompensa donandogli la capacità di realizzare tutti i suoi desideri. Il giovane esprime il desiderio di essere portato a casa dalla stessa fascina di legna che ha raccolto nel bosco. Antonio arriva in città al galoppo, in groppa al fascio di legna, suscitando il riso della principessa Aleli che si innamora subito di lui. Il re adirato bandisce sua figlia e Antonio mettendoli su una barca, scortati dal suo infido ministro. Antonio fa comparire un meraviglioso castello in mezzo al mare per la principessa e dopodiché spedisce il cattivo ministro a Salerno. Aleli però non è felice, perché Antonio, benché la tratti con gentilezza non è ancora innamorato di lei. Il giovane allora esprime il desiderio di innamorarsi follemente della principessa, e i due vivono insieme per sempre felici e contenti.

## Distribuzione
Dopo aver debuttato nel 1957 nell'Unione Sovietica, il mediometraggio fu presentato nel 1960 al Festival internazionale del film d'animazione di Annecy, dove vinse il premio come terzo miglior film.
In Italia, il film è stato trasmesso da Rai 3 nel 1999, con alcuni tagli e una diversa colonna sonora, come episodio della serie Storie della mia infanzia. Successivamente è stato pubblicato dalla Avo Film nel DVD di Cenerentola, abbinato a L'ultimo petalo.